# Childebert den adopterade

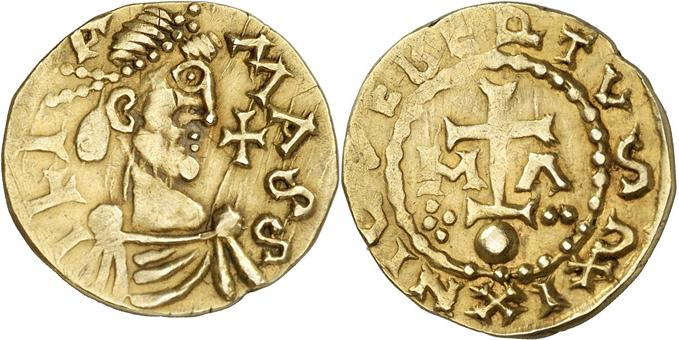
Childebert den adopterade

Childebert den adopterade (död 662) frankisk kung av Austrasien 656-662. Childerbert var son till Grimoald I, karolingisk maior domus i Austrasien, men adopterades av den merovingiske kungen Sigibert III, vilket möjliggjorde Childeberts trontillträde. 
Vid Sigiberts död 656 lät Grimoald klippa håret på Sigiberts son Dagobert II och skicka honom i exil till kloster på Irland varpå han utropade sin egen son till kung av Austrasien. Adelsmännen i Neustrien kunde dock inte acceptera en frankisk kung som inte var av merovingisk börd och enades kring ett bakhåll i Paris 662. Grimoald, hans son och hans svåger Ansegisel överlämnades till Klodvig II, kung i Neustrien som lät avrätta dem och tillsätta sin son Childerik II på den austrasiska tronen.
675 kunde Dagobert II återta tronen i Austrasien men mördades fyra år senare. Ansegisels son Pippin av Herstal blev då austrasisk maior domus.